# ملعب ساحل القدية
ملعب ساحل القدية، هو مشروع ملعب جديد أُعلن عنه في ملف استضافة السعودية لـكأس العالم 2034، ستبدأ أعمال البناء في عام 2027م، ومن المُتوقع افتتاحه في عام 2032م.
سيُبنى هذا الملعب الجديد في قلب مشروع ساحل القدية على شواطئ البحر الأحمر، إلى جانب العديد من المنشآت الرياضية الأخرى والفنادق. يستوحي الملعبت صميمه من المظهر المتموّّج «للأمواج المكسيكية» الشهيرة مع تدرجات لونية غنية وزاهية. ومن المقرر تحويل هذا الملعب بعد اختتام كأس العالم 2034 إلى مركز ترفيهي متعدد الأغراض.